# Hødeshøj
Hødeshøj (Haverslev Sogn) er en gravhøj - også benævnt Høgedys og Højedys. Det er en såkaldt langhøj.
Hødeshøj ligger placeret på matriklen 9c (Bonderup By, Haverslev Sogn, Øster Han Herred, Hjørring Amt) - i dag (2013) er adressen Hødeshøjvej 84, Haverslev, 9690 Fjerritslev.
En gravhøj som denne er lavet i både sten- og bronzealderen. Hødeshøj skulle angiveligt stamme fra broncealderen (500-1800 f.kr).
Ifølge „Fund og Fortidsminder/Kulturarvsstyrelsen” med stednavnene „Højedys” (1878) og „Høgedys” (1939).
Der er offentlig adgang til gravhøjen, selv om den ligger på privat grund.

Fra gravhøjen er der udsigt til mindst 5 kirker - Haverslev Kirke, Skræm Kirke, Bejstrup Kirke, Aggersborg Kirke og Farestrup Kirke.

## Berejsning forestået af museum 1878
Berejser: Petersen,H. 

Nationalmuseet, Danske Afd., Danmarks Oldtid (Sognebeskrivelsen) 

Berejsertekst: 

En anselig Langhøj „Højedys” kaldet uden at der dog er sporet Stene i den der kunde hentyde paa en Dysse, men kun langs dens Fod fremgravet Stene saa store som almindelige Sylstene. Længden 170' V-O. lidt SV. Bredden 63' c 7 M. h. - Foden beskadiget.

## Berejsning forestået af museum 1939
Berejser: Mathiassen,T. 

Nationalmuseet, Danske Afd., Danmarks Oldtid (Sognebeskrivelsen) 
NM "gule fredningslister": 

„Høgedys”, Langhøj, 60 x 20 m., 4 m. hoj; SV-Enden starkt forgravet; 2 storre Huller i Toppen.